# Chiesa di San Nicolò della Lattuga
La chiesa di San Nicolò della Lattuga era un luogo di culto cattolico della città di Venezia, ubicato nel sestiere di San Polo, presso l'area dei Frari e di San Rocco.
La chiesa è stata demolita.

## Storia
La chiesa dedicata a san Nicola di Bari del sestiere di San Polo, patrono dei naviganti, era solo uno dei numerosi dedicati al santo anatolico a Venezia; inserita nel complesso del monastero di cui ancora resta traccia oggi in Calle drio l'Archivio, la chiesa era collegata al monastero dei Frari (struttura dell'attuale Archivio di Stato).
San Nicolò era stata fondata per volontà del procuratore di Venezia Nicolò Lion, nel 1332, come voto: è a partire da questo che deriva l'appellativo "della Lattuga", in quanto si riporta che il nobile fu guarito da una grave malattia assumendo della lattuga proveniente dall'orto del vicino monastero dei Frari.
La chiesa fu affidata ai francescani, dei quali si venne costituendo un convento; nel Cinquecento San Nicolò della Lattuga, chiesa minore per dimensioni e prestigio, acquista importanza con opere di Tiziano e Veronese: del primo è la Madonna col Bambino e Santi (detta Madonna dei Frari), oggi conservata nella Sala X della Pinacoteca dei Musei Vaticani; del secondo sono ben undici tele, sette delle quali sono alle Gallerie dell'Accademia a Venezia e una alla Pinacoteca di Brera di Milano.
Ad incrementare il corredo artistico di San Nicolò furono chiamati anche Palma il Giovane e altri grandi artisti del Cinquecento veneziano (Jacopo Tintoretto lasciò una Discesa agli Inferi di Gesù, oggi conservata a Quero).
L'umanista Urbano Bolzanio, nello stesso secolo, fu molto legato a San Nicolò e al suo convento, dove ebbe luogo parte della sua formazione, dove visse e dove gli fu data sepoltura.
Nel 1806, causa le soppressioni napoleoniche, il complesso fu svuotato dei religiosi che ne animavano la vita e cadde presto in abbandono, specie dopo che la chiesa fu spogliata delle sue ricchezze artistiche. Venne infine abbattuta attorno al 1830.
Oggi sopravvive il toponimo, come nel caso di altre chiese distrutte (Sant'Agostin, San Stin ecc.), nel nome della calle dove sorgeva: Calle San Nicoleto e Ramo San Nicoleto. In luogo della chiesa fu aperta nell'Ottocento una fucina e oggi il territorio è edificato da residenze popolari.
Il convento sopravvissuto, dopo molteplici mutamenti di destinazione d'uso, a partire dal Novecento è stato parzialmente riportato all'iniziale uso di convento francescano.